# Ottakringer Tempel

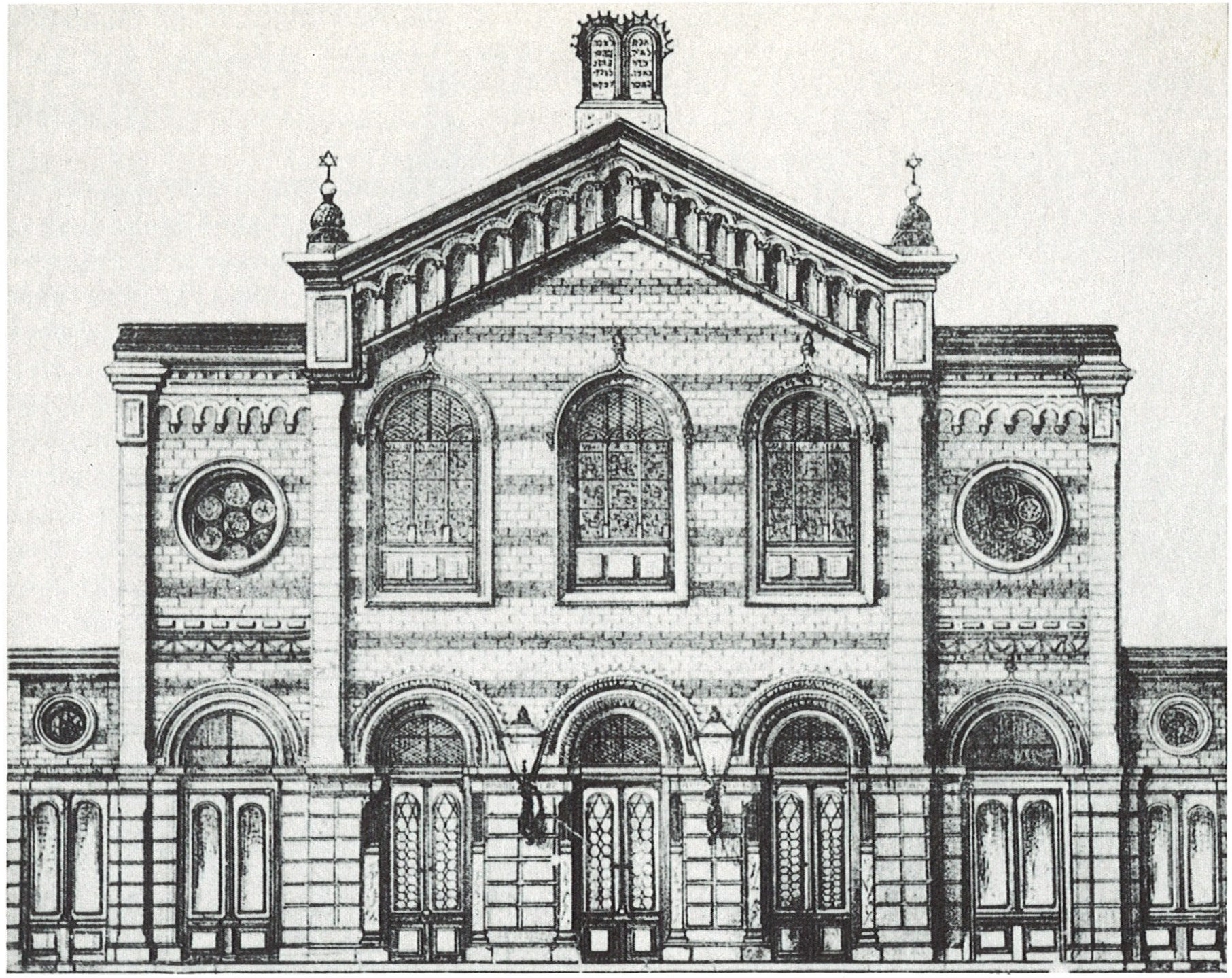
Frontalsicht des Ottakringer Tempels, nach Plänen vom Architekten Ludwig Tischler

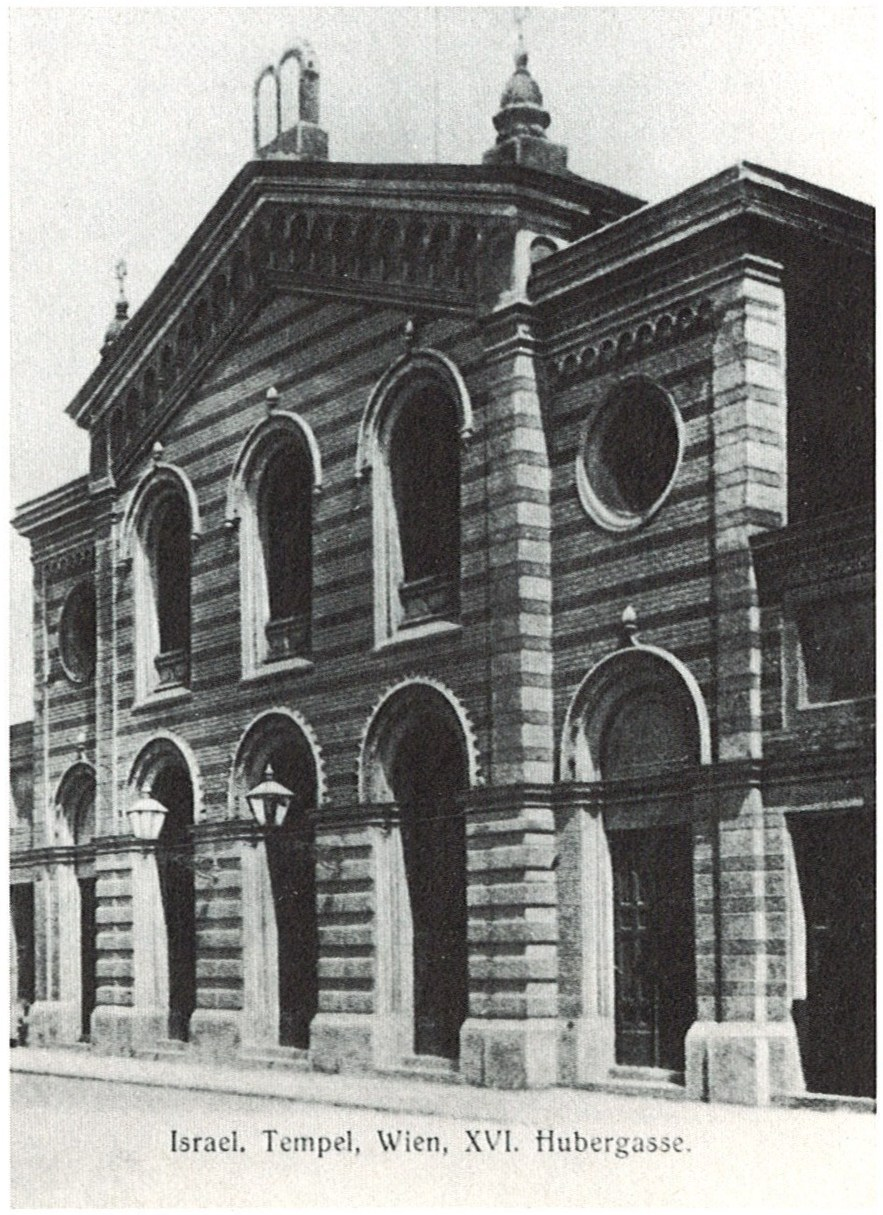
Foto vom Tempel, um 1900

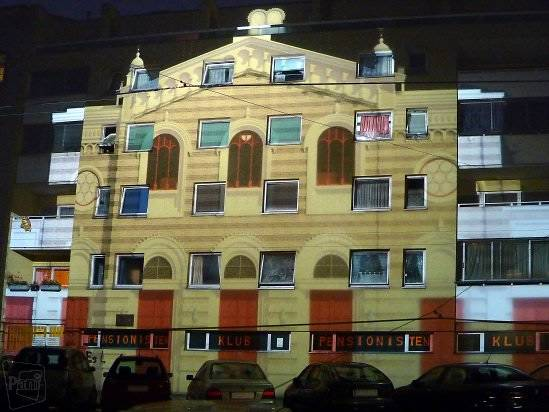
Virtuelle Rekonstruktion mittels Großbild-Diaprojektion im Mai 2010

Der Ottakringer Tempel, auch bekannt als Ottakringer Synagoge, war eine Synagoge der Israelitischen Kultusgemeinde Wien im 16. Wiener Gemeindebezirk Ottakring (Hubergasse 8). Sie wurde zwischen 1885 und 1886 nach Plänen des Architekten Ludwig Tischler errichtet und während der Novemberpogrome 1938 völlig zerstört.

## Geschichte
Die Synagoge für Ottakring, Neulerchenfeld und Hernals wurde noch vor der Eingemeindung für die Israelitischen Vorortgemeinde Ottakring errichtet. Das Grundstück hatte der vermögende Brauereibesitzer und Wohltäter Ignaz von Kuffner geschenkt. Nach der Eingemeindung des Bezirkes kam die Synagoge 1890 unter die Verwaltung der Israelitischen Kultusgemeinde Wien. 1928 erhielt die Synagoge nach Plänen des Architekten Ignaz Reiser eine Winterbetschule als Anbau. Trotz der schweren Schäden während der Novemberpogrome 1938 überdauerte die Synagoge als Brandruine den Krieg und hätte wieder hergerichtet werden können. Sie wurde dennoch abgerissen.

## Gebäude
Die Ottakringer Synagoge wurde auf einem rechteckigen Grundstück erbaut, das von zwei Häusern begrenzt war. In ihrer Grundstruktur war die Synagoge dreischiffig angelegt worden, wobei die Galerien in den Seitenschiffen durch gemauerte Pfeiler in zwei Etagen getragen wurden. Die Decke war als Holzkonstruktion ausgeführt. Mittels dreier Eingänge gelangte man in den Vorraum, von dem man in den Hauptbetraum mit 406 Männersitzplätzen gelangte. Für die Frauen gab es auf den Galerien 266 Sitzplätze.
Äußerlich wirkte das Gebäude im Renaissancestil auf den ersten Eindruck nicht wie ein religiöser Bau, jedoch wies der vorgesetzte Mittelrisalit mit seinem dreieckigen Giebel auf die dreischiffige Anlage hin. Geprägt war die Außenfassade zudem von den hohen Eingangstüren und den darüber liegenden drei großen Bogenfenstern, die von den Rundfenstern in den Seitenschiffen flankiert wurden. Lediglich der Giebel war geprägt von religiösen Symbolen. So waren an der Giebelspitze zwei Gesetzestafeln angebracht, die von zwei Davidsternen flankiert wurden.